# Amastus inconspicuus
Amastus inconspicuus là một loài bướm đêm thuộc phân họ Arctiinae, họ Erebidae.